# L'Homme à tête de chou (album d'Alain Bashung)
Pour l'album de Serge Gainsbourg, voir L'Homme à tête de chou.
Albums de Alain Bashung
Osez Bashung
(2010) En amont
(2018)
L'Homme à tête de chou est le treizième album studio (et le premier album posthume) d'Alain Bashung publié chez Barclay Records en 2011. 
Il s'agit d'une reprise intégrale de l'album du même nom de Serge Gainsbourg, accompagnée d'un spectacle de danse créé par Jean-Claude Gallotta.

## Liste des titres
Toutes les chansons sont écrites et composées par Serge Gainsbourg.
| No  | Titre                         | Durée |
| --- | ----------------------------- | ----- |
| 1.  | L'Homme à tête de chou        | 2:42  |
| 2.  | Chez Max coiffeur pour hommes | 1:12  |
| 3.  | Marilou Reggae                | 2:35  |
| 4.  | Transit à Marilou             | 1:31  |
| 5.  | Flash Forward                 | 2:18  |
| 6.  | Aéroplanes                    | 2:09  |
| 7.  | Premiers symptômes            | 2:25  |
| 8.  | Ma Lou Marilou                | 3:06  |
| 9.  | Variations sur Marilou        | 8:59  |
| 10. | Meurtre à l'extincteur        | 3:16  |
| 11. | Marilou sous la neige         | 2:38  |
| 12. | Lunatic Asylum                | 3:21  |

## Musiciens
- Alain Bashung : chant
- Denis Clavaizolle : orchestration, arrangements
- Denis Clavaizolle : claviers, piano, programmations, guitares, basses
- Jean Lamoot : programmations
- Erik Truffaz : trompette
- Frédéric Havet : guitare
- Pierre Valéry Lobé et Mamadou Koné : percussions
- Yann Clavaizolle : batterie
- Aurélie Chenille : violon
- Guillaume Bongiraud : violoncelle
- Morgane Imbeaud : chœurs

## Représentation sur scène
- Chorégraphie de l'œuvre par Jean-Claude Gallotta, pour une tournée nationale débutant en novembre 2009 à la MC2 de Grenoble, à la suite de la disparition d'Alain Bashung[1].
- La chorégraphie est assurée par Jean-Claude Gallotta, produite par Jean-Marc Ghanassia.
- Avec le soutien du Centre chorégraphique de Grenoble.
- Production exécutive : Flam.

## Pochette
- Dessins et graphisme : element-s et Jérôme Witz.
- Photographies : Guy Delahaye, Marie Fonte, Yannick Hugron, Sylvain Decloitre, Loriane Wagner, Béatrice Warrand, Thierry Verger et Bernard Leloup.
- Soutenu par la radio France Inter lors de son lancement chez les disquaires.